# Малиновка (Кожевниковский район)
Мали́новка — село в Кожевниковском районе Томской области. Административный центр Малиновского сельского поселения.

## География
Село расположено в центральной части Кожевниковского района. Расстояние до административного центра района — 39 км.

## Население
| 2002 | 2010 | 2012 | 2013 | 2014 | 2015 | 2021 |
| ---- | ---- | ---- | ---- | ---- | ---- | ---- |
| 480  | ↘437 | ↘421 | ↘403 | ↘386 | ↘366 | ↘344 |

## Социальная сфера и экономика
В селе есть основная общеобразовательная школа и библиотека. Работает фельдшерско-акушерский пункт.
Основу экономической жизни села составляет сельское хозяйство. Всего в Малиновке насчитывается 145 хозяйств.

## Средства массовой информации

### Радиостанции
- 104,4 МГц — Радио России / ГТРК "Томск"